# Hinsideout 張敬軒演唱會2018
《Hinsideout 張敬軒演唱會2018》是香港男歌手張敬軒第四次於紅磡香港體育館舉辦大型演唱會。演唱會由英皇娛樂主辦。

## 宣傳
於2018年2月張敬軒宣布會在香港體育館舉辦一連三場《Hinsideout 張敬軒演唱會2018》。2018年2月27日，張敬軒在自己的社交平台發出拍攝宣傳海報的花絮，在影片裡，張敬軒半裸並被人在頭上燒著雞翼，十分令網友震驚，雖張敬軒表示這是一個火焰護理，令頭髮會更豐盈、更有彈性，但還是奉勸各位不要模仿。

## 場次
是次演唱會於2018年6月15至17日在紅磡香港體育館舉行，但由於反應熱烈，張敬軒在KKBOX的YouTube頻道宣布加開一場KKBOX特別場，後期亦宣布終極加場，合共2場於2018年6月18至19日舉行。
| 場次 | 日期   | 日期    | 國家／地區 | 城市     | 場地           | 嘉賓               | 嘉賓                  | 備注                                    | 來源  |
| ---- | ------ | ------- | ---------- | -------- | -------------- | ------------------ | --------------------- | --------------------------------------- | ----- |
| 1    | 2018年 | 6月14日 | 香港       | 香港     | 紅磡香港體育館 | 胡楓、羅蘭、容祖兒 | 容祖兒獨唱笑忘書      |                                         | [ 3 ] |
| 2    | 2018年 | 6月15日 | 香港       | 香港     | 紅磡香港體育館 | 胡定欣             | 獨唱無悔無愧          |                                         | [ 4 ] |
| 3    | 2018年 | 6月16日 | 香港       | 香港     | 紅磡香港體育館 | 陳慧琳             | 合唱風花雪 獨唱大日子 |                                         | [ 5 ] |
| 4    | 2018年 | 6月17日 | 香港       | 香港     | 紅磡香港體育館 | Boy'z              | 合唱死性不改          |                                         | [ 6 ] |
| 5    | 2018年 | 6月18日 | 香港       | 香港     | 紅磡香港體育館 | 楊千嬅             | 合唱可惜我是水瓶座    |                                         | [ 7 ] |
| 6    | 2018年 | 6月19日 | 香港       | 香港     | 紅磡香港體育館 | Boy'z              | 合唱死性不改          | 第六場本沒有安排表演嘉賓，即興邀請Boy'z | [ 8 ] |
| 7    | 2019年 | 4月27日 | 马来西亚   | 馬來西亞 | 雲頂雲星劇場   |                    |                       |                                         |       |
| 8    | 2019年 | 5月24日 | 澳門       | 澳門     | 金光綜藝館     |                    |                       |                                         |       |
| 9    | 2019年 | 5月25日 | 澳門       | 澳門     | 金光綜藝館     |                    |                       |                                         |       |

## 曲目
1. crazy in love + 失戀+ Jai + Honobody 

2. 我本人 

3. 女神 

4. 酷愛 

5. 最卑微的願望 

6. 壯舉 

7. 缺 

8. 骚灵情歌 

9. 两座位跑车 

10. 罗宾
 
11. 下次爱你 

12. 井 

13. 天堂有路 

14. 灵魂相认 

15. 黃色大門
 
16. 囍帖街

17. 預言書 

18. 笑忘書 (容祖兒獨唱) 

19. 不同班同學 

20. 天才兒童1985 

21. 青春常駐 

Encore 

22. 餘震 

23. 不吐不快 

24. 只是太爱你 

25. 櫻花樹下 

1. crazy in love + Honobody 

2. 留低鎖匙 

3. 我本人 

4. 女神 

5. 酷愛 

6. 最卑微的願望 

7. 壯舉 

8. 缺 

9. 骚灵情歌 

10. 两座位跑车
 
11. 罗宾 

12. 下次爱你 

13. 井 

14. 天堂有路 

15. 灵魂相认
 
16. 黃色大門

17. 囍帖街 

18. 預言書 

19. 天才兒童1985 

20. 青春常駐 

Encore 

21. 餘震 

22. 死性不改 (和Boy'z合唱) 

23. 只是太爱你 

24. Hurt so bad 

25. 櫻花樹下 

26. My Way 

27. 追風箏的孩子 

28. 斷點 

29. 襯 

30. 春秋 

31. 塵埃落定 

1. 酷愛 

2. 最卑微的願望 

3. 壯舉 

4. 斷點 

5. 餘震 

6. 骚灵情歌 

7. 老了十歲 

8. 两座位跑车 

9. 罗宾 

10. 下次爱你
 
11. 井 

12. 天堂有路 

13. 灵魂相认 

14. 黃色大門

15. 囍帖街 

Encore 

16. 春秋 

17. 只是太爱你 

18. 空手而來 

19. 櫻花樹下 

20. 百年樹木 

21. crazy in love + Honobody 

22. Pretty Hungry 

23. 恰似你的溫柔 

24. 至少還有你 

1. 酷愛 

2. 最卑微的願望 

3. 壯舉 

4. 斷點 

5. 餘震 

6. 骚灵情歌 

7. 老了十歲 

8. 两座位跑车 

9. 罗宾 

10. 下次爱你
 
11. 井 

12. 天堂有路 

13. 灵魂相认 

14. 黃色大門

15. 囍帖街 

Encore 

16. 春秋 

17. 只是太爱你 

18. 空手而來 

19. 櫻花樹下 

20. crazy in love + Honobody 

21. Pretty Hungry 

22. 恰似你的溫柔 

23. 至少還有你 

24. 塵埃落定 

25. My Way 